# Hyainailourinae
Pterodontinae
Sous-famille
Synonymes
- Pterodontinae Polly, 1996

Les Hyainailourinae (Hyainailourinés en français) sont une sous-famille fossile de mammifères carnivores de l'ordre des Creodonta et du clade des Hyaenodonta et de la famille des Hyainailouridae. 
C'est l'une des deux sous-familles de Hyainailouridae avec les Apterodontinae.

## Classification
La sous-famille des Hyainailourinae est décrite en 1932 par le paléontologue britannique Guy Ellcock Pilgrim (1875-1943),

## Répartition
Ils ont vécu en Afrique, en Eurasie et en Amérique du Nord au cours du Cénozoïque depuis le Paléocène supérieur (Thanétien) jusqu'au Miocène moyen (Serravallien), soit il y a environ entre 59,2 et 11,63 millions d'années.
Leur radiation évolutive a été dominante en Afrique, dont ils sont très vraisemblablement originaires, tandis que la famille proche des Hyaenodontidae a dominé en Eurasie et en Amérique du Nord. 

## Description
Les hyainailourinés sont caractérisées par des crânes allongés, des mâchoires assez minces, des corps généralement sveltes et une posture de plantigrades. Leur hauteur à l’épaule varie le plus souvent entre 0,30 et 1,40 mètre. Leur masse est dans une gamme de 5 à 15 kg ce qui équivaut à celle d'un chien de taille moyenne. Cependant certaines espèces paraissent avoir été beaucoup plus grosses, voire énormes, comme Simbakubwa kutokaafrika, une espèce du Miocène inférieur du Kenya, décrite en 2019, dont la taille était « au moins celle des plus grands lions [actuels] et peut-être plus grosse que celle d'un ours polaire [actuel] », avec une masse entre 280 et 1 500 kg,.

## Liste des tribus
- † Hyainailourini
- † Metapterodontini
- † Paroxyaenini

## Liste des genres
- † Akhnatenavus
- † Hyainailouros ou Hyainailurus
- † Isohyaenodon
- † Kerberos
- † Leakitherium
- † Megistotherium
- † Metapterodon
- † Mlanyama
- † Orienspterodon
- † Parapterodon
- † Parvavorodon
- † Pterodon
- † Simbakubwa